# Butan-2-ol
El butan-2-ol (abans anomenat 2-butanol) és un alcohol secundari de fórmula H₃C-CH₂-CH (OH)-CH₃. Els isòmers d'aquest compost orgànic són el butan-1-ol, el metilpropan-1-ol i el metilpropan-2-ol.
Es produeix a gran escala principalment com a precursor del solvent industrial metil etil cetona. El butan-2-ol és quiral i, per tant, es pot obtenir com els dos estereoisòmers anomenats com (R)-(−)butan-2-ol i (S)-(+)butan-2-ol.